# Canucks de Kitchener
Pour les articles homonymes, voir Canucks.
Les Canucks de Kitchener sont une équipe de hockey sur glace qui évoluait dans la Association de hockey de l'Ontario.

## Histoire
Les Chemises Vertes de Kitchener ont changé de nom pour les Canucks de Kitchener pour la saison 1954-55.

## Saison par Saison
| Saison    | PJ | V  | D  | N | Pts | %Arr  | BP  | BC  | Classement |
| 1954-1955 | 49 | 8  | 39 | 2 | 18  | 0,184 | 140 | 248 | 8e AHO     |
| 1955-1956 | 48 | 26 | 21 | 1 | 53  | 0,552 | 222 | 198 | 2e AHO     |